# Guzheng

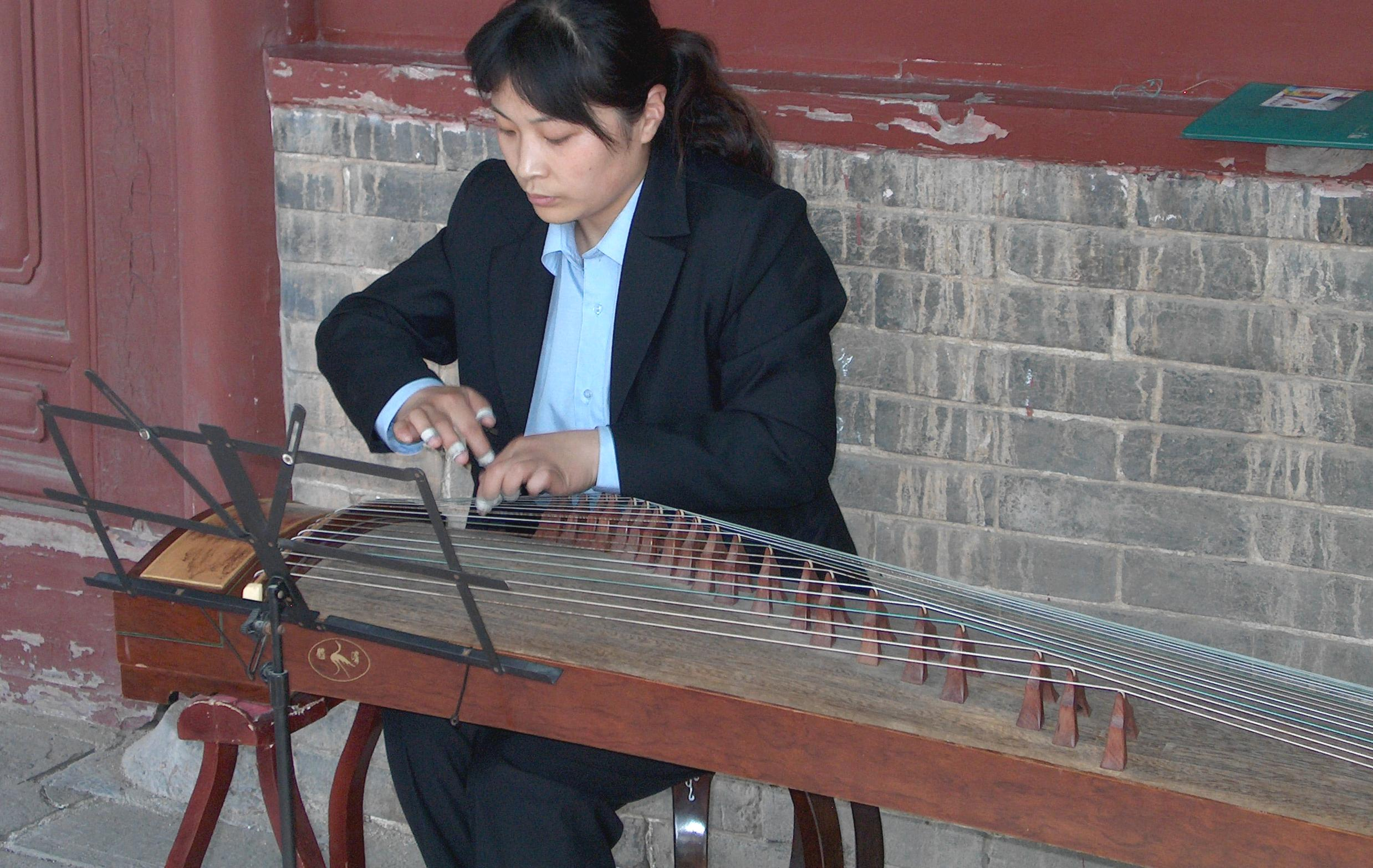
Guzheng-Spielerin, nahe Luoyang, 2006

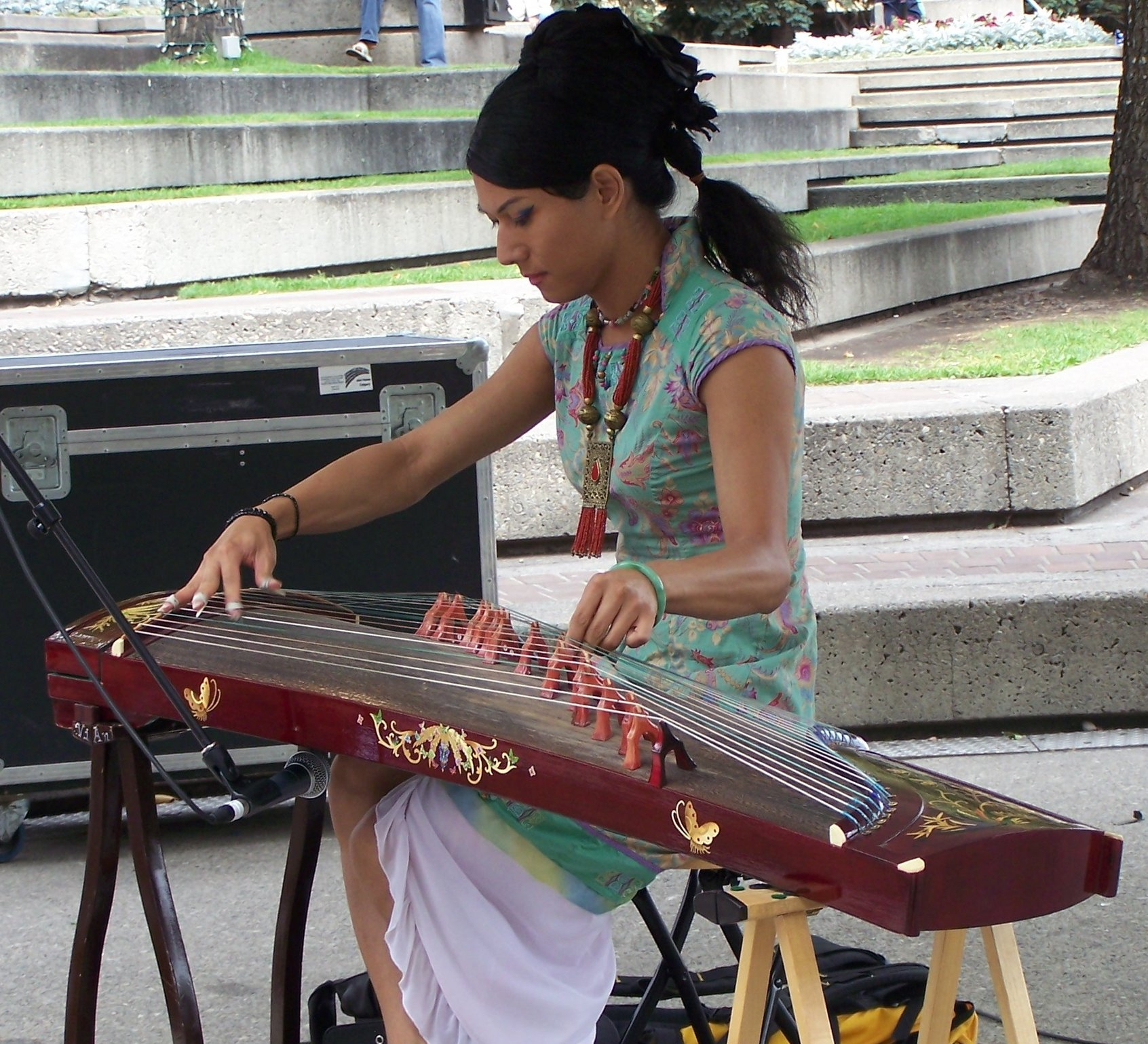
Guzheng-Spielerin Vi An Diep in Calgary, Kanada, 2008

Guzheng (chinesisch 古箏 / 古筝, Pinyin gǔzhēng; 古,  gǔ bedeutet „antik“ oder „alt“), auch zheng, veraltet dscheng (箏 / 筝,  zhēng, lautmalerisch, Klang der gezupften Saiten), ist eine Wölbbrettzither (Halbröhrenzither) mit einer langen Tradition, die in der klassischen und modernen chinesischen Musik gespielt wird. Sie besteht aus Saiten, die mit Hilfe von Fingerplektren gezupft werden, einem Klangkörper aus Holz und beweglichen Stegen. Beim Stimmen des Instruments können die Tonhöhen durch Verschieben der Stege eingestellt werden, ganz anders als bei vielen anderen Instrumenten, bei denen die Stege fixiert sind.
Die guzheng erschien zuerst während der Zeit der Streitenden Reiche (481–256 v. Chr.) und wurde damals erstmals populär. Der elegante Klang und die zahlreichen Ausdrucksmöglichkeiten des Instrumentes waren bestimmend für die chinesische Musik. Ursprünglich hatte die guzheng fünf Saiten. Während der Tang-Dynastie (618–906 n. Chr.) erweiterte man die Saitenzahl auf 13. Später erhöhte man die Anzahl der Saiten auf 16, 18 und 21. Heute kann die guzheng bis zu 25 meist pentatonisch gestimmte Saiten haben. Typisch sind 21 Saiten.
Es entstanden seit der Entstehungszeit in Zentralchina viele individuell verschiedene guzheng-Arten. Das Instrument ist somit der „Urahne“ verschiedener asiatischer Zithern oder ist zumindest mit diesen verwandt, wie beispielsweise mit der mongolischen yatga, der kasachischen jetigen, der vietnamesischen đàn tranh und der koreanischen gayageum. Die Rolle Chinas könnte man mit dem Einfluss der griechischen Kultur im Mittelmeerraum in der Zeit des Altertums vergleichen. Die japanische koto kam während der Tang-Dynastie von China nach Japan. Die japanische wagon zeigt dagegen einen stärkeren Einfluss aus Korea.
In den 1950er und 1960er Jahren wurde die guzheng nochmals verbessert, sowohl bezüglich der Bauweise als auch der Erweiterung der Spieltechniken, die sich mehr und mehr an die Erfordernisse der zeitgenössischen Musik und an das orchestrale Spiel anpassten. Die in Deutschland lebende Guzheng-Spielerin Xu Fengxia verbindet mit teilweise experimentellen Spieltechniken klassische chinesische Musik mit Jazz und freier Improvisation. Die ebenfalls in Deutschland lebende Chanyuan Zhao spielt klassische chinesische Musik und mit Benjamin Leuschner im Duo Seidenstraße auch moderne Adaptionen.